# Токтакунов, Акбар
Акбар Токтакунов (род. 23 февраля 1929, с. Чым-Коргон, Фрунзенская область, Киргизская ССР — 1993) — советский и киргизский писатель, поэт и переводчик. Член СП СССР (1952).

## Биография
Токтакунов Акбар родился в 1929 году в селе Чым-Коргоне, Фрунзенской области, Киргизской ССР. А. Токтакунов окончил среднюю школу и с 1945 года работал сначала секретарём правления колхоза, а затем в редакциях республиканских газет и журналов корреспондентом, переводчиком и заведующим отделом, ответственным секретарём журнала «Соввети́к Кыргызстан».
В 1954 году А. Токтакунов окончил вечернее отделение Киргизского государственного университета, работал редактором художественной литературы Киргизского государственного издательства, а с 1955 года — ответственным секретарём киргизского сатирического журнала «Чалкан».

## Творчество
В 1947 году в газете «Кыргызстан пионери» было опубликовано первое стихотворение А. Токтакунова «Великий закон», посвящённое дню Советской Конституции. В 1948 году в журнале «Советти́к Кыргызстан» была опубликована поэма А. Токтакунова «Гульжамал», в которой изображалось формирование и рост киргизской советской молодёжи. В 1953 году вышел поэтический сборник А. Токтакунова «Первые шаги», стихотворения которого отличаются острой злободневностью.
В 1956 году Киргизским государственным издательством была выпущена отдельной книгой поэма А. Токтакунова «Сердце девушки». Поэма повествовала о подлинной любви, осуждала феодальные пережитки в сознании отдельных людей Киргизстана, призывала киргизскую молодёжь бороться за чистоту нравов. Этой же теме была посвящена и другая поэма А. Токтакунова «Чья любовь», которая была опубликована в 1957 году в журнале «Ала-Тоо». Наряду с поэмами и лирическими стихотворениями А. Токтакунов создал немало сатирических стихотворений, бичующих тех, кто мешал социалистической жизни Киргизстана.
А. Токтакунов выступал и как переводчик. Ему принадлежали переводы на киргизский язык поэмы Н. Грибачёва «Весна в „Победе“», а также ряда стихотворений  поэм Г. Леонидзе.

### на русском языке
- А. Токтакунов. Стихи и поэмы. — Фрунзе: «Киргизгосиздат», 1958. — 111 с.

### на киргизском языке
- А. Токтакунов. Алгачкы кадам : Ырлар жана поэмалар (Первые шаги). — Фрунзе: «Кыргызмамбас», 1953. — 88 с.
- А. Токтакунов. Кыз журвгу : Поэма (Девичье сердце). — Фрунзе: «Кыргызмамбас», 1956. — 80 с.
- А. Токтакунов. Тилектештер : Ырлар жана поэмалар (Доброжелатели). — Фрунзе: «Кыргызокуупедмамбас», 1958. — 44 с.
- А. Токтакунов. Кайран энем : Ырлар жана поэмалар (Бедная моя мама). — Фрунзе: «Кыргызмамбас», 1960. — 126 с.
- А. Токтакунов. Эненин кубанычы (Радости матери). — Фрунзе: «Кыргызокуупедмамбас», 1960. — 40 с.
- А. Токтакунов. Табылган куу : Ырлар жыйнагы (Найденная мелодия). — Фрунзе: «Кыргызмамбас», 1962. — 112 с.
- А. Токтакунов. Чагылган : Ырлар жана поэмалар (Молния). — Фрунзе: «Кыргызстан», 1964. — 102 с.
- А. Токтакунов. Чебер колдор : Поэма жана ырлар (Умелые руки). — Фрунзе: «Мектеп», 1965. — 60 с.
- А. Токтакунов. Капсалац байкем каарман : Ырлар жана поэма (Мой герой дядя Капсалан). — Фрунзе: «Мектеп», 1967. — 92 с.
- А. Токтакунов. Жайлоо дастаны : Ырлар, поэмалар (Сказание о джайлоо). — Фрунзе: «Кыргызстан», 1968. — 118 с.
- А. Токтакунов. Канаттуу бала : Ырлар жана поэмалар (Крылатый мальчик). — Фрунзе: «Мектеп», 1969. — 82 с.
- А. Токтакунов. Торгой кекелеп сайрайт : Ырлар жана поэмалар (Жаворонок поёт в вышине). — Фрунзе: «Кыргызстан», 1971. — 102 с.
- А. Токтакунов. Жигит бедели : Ацгемелер жана повесть (Честь джигита). — Фрунзе: «Мектеп», 1972. — 160 с.
- А. Токтакунов. Омур жолу : Ырлар жана поэма (Дорога жизни). — Фрунзе: «Кыргызстан», 1974. — 72 с.
- А. Токтакунов. Ай жаркын : Ырлар, поэмалар (Лунный свет). — Фрунзе: «Кыргызстан», 1977. — 100 с.
- А. Токтакунов. Уйдун куту : Ырлар (Радость). — Фрунзе: «Кыргызстан», 1979. — 96 с.
- А. Токтакунов. Сонун бала : Ырлар жана поэма (Хороший мальчик). — Фрунзе: «Мектеп», 1982. — 64 с.
- А. Токтакунов. Ак кептерлуу асманым : Ырлар, сатира поэмалар (Голубиное небо). — Фрунзе: «Кыргызстан», 1988. — 120 с.
- А. Токтакунов. Запоздалые претензии : Рассказы (кирг.). — Фрунзе: «Адабият», 1991. — 93 с. — ISBN 5-660-00332-X.

### переводы
- Леокидзе Г. Стихи и поэмы. — Фрунзе: «Киргизгосиздат», 1953. — 88 с.
- Грибачёв Н. М. Поэма и стихи. — Фрунзе: «Киргизгосиздат», 1956. — 87 с.
- Вьетнамские сказки, стихи. — Фрунзе: «Киргизгосиздат», 1958. — 67 с.
- Михалков С. Дядя Стёпа – милиционер. — Фрунзе: «Киргизгосиздат», 1960. — 20 с.
- Медынский Г. Честь. — Фрунзе: «Кыргызстан», 1962. — 560 с.
- Медынский Г. Честь : Повесть. — Фрунзе: «Киргизучпедгиз», 1963. — 538 с.
- Баруздин С. Сказка о трамвае. — Фрунзе: «Киргизучпедгиз», 1964. — 15 с.
- Чуковский К. Серебряный герб : Повести. — Фрунзе: «Мектеп», 1964. — 203 с.
- Бедный Д. Мастерство : Стихи, басни. — Фрунзе: «Кыргызстан», 1966. — 124 с.
- Бедный Д. Мастерство : Стихи, басни. — Фрунзе: «Кыргызстан», 1983. — 88 с.

## Награды
- Награждён медалью «За трудовое отличие» (1 ноября 1958).